# Качреті
Качреті (груз. კაჭრეთი) — село в Грузії.
За даними перепису населення 2014 року в селі проживає 1958 осіб.